# Lijst van rijksmonumenten in Zoelen
De plaats Zoelen telt 34 inschrijvingen in het rijksmonumentenregister. Hieronder een overzicht.
| Object | Oorspronkelijke functie?  | Bouwjaar                                         | Architect   | Locatie             | Coördinaten?                  | Nr.?   | Afbeelding |
| --- | ------------------------- | ------------------------------------------------ | ----------- | ------------------- | ----------------------------- | ------ | --- |
| Dubbel dwarshuis, onder twee parallel lopende zadeldaken tussen puntgevels. Gesneden dubbele deur in eenvoudige omlijsting, vensters met 6-ruitsschuiframen                                             | Woonhuis                  | vroeg 19e eeuw                                   |             | Kerkstraat 8        | 51° 54' 28" NB, 5° 24' 21" OL | 11323  | Dubbel dwarshuis, onder twee parallel lopende zadeldaken tussen puntgevels. Gesneden dubbele deur in eenvoudige omlijsting, vensters met 6-ruitsschuiframen                                             |
| Huis, bestaande uit twee evenwijdige vleugels onder zadeldaken tussen puntgevels. Venster met luiken en zes- en vierruitsschuiframen                                                                    | Werk-woonhuis             | midden 19e eeuw                                  |             | Achterstraat 2      | 51° 54' 23" NB, 5° 24' 19" OL | 11426  | Huis, bestaande uit twee evenwijdige vleugels onder zadeldaken tussen puntgevels. Venster met luiken en zes- en vierruitsschuiframen                                                                    |
| Gepleisterde boerderij op T-vormige plattegrond. Het woonhuis heeft een hoog rieten schilddak, de dwars daarachter gebouwde stal heeft een rieten dak met overstek aan de achterzijde                   | Boerderij                 | 17e eeuw                                         |             | Jeudestraat 24      | 51° 54' 46" NB, 5° 24' 13" OL | 11430  | Meer afbeeldingen |
| Stefanus | Kerk en kerkonderdeel     | 16e eeuw (ingebruikname)                         |             | Kerkstraat 2        | 51° 54' 24" NB, 5° 24' 18" OL | 11431  | Meer afbeeldingen |
| Toren van Stefanus | Kerk en kerkonderdeel     | ca. 1500                                         |             | Kerkstraat bij 2    | 51° 54' 24" NB, 5° 24' 17" OL | 11432  | Meer afbeeldingen |
| Herenhuis met verdieping en omlopend schilddak. Links een koetshuis | Woonhuis                  | derde kwart 19e eeuw                             |             | Kerkstraat 6        | 51° 54' 26" NB, 5° 24' 21" OL | 11433  | Meer afbeeldingen |
| De Korenbloem | Industrie- en poldermolen | 1775                                             |             | Molenstraat 2       | 51° 54' 14" NB, 5° 24' 7" OL  | 11435  | Meer afbeeldingen |
| Grote boerderij op T-vormige plattegrond, waarvan het gepleisterde woonhuis een hoog, rieten schilddak draagt met wolfdak gedekte stal jaartalankers                                                    | Boerderij                 | 1771 (boerderij) 1779 (stal)                     |             | Parkstraat 14       | 51° 55' 12" NB, 5° 23' 58" OL | 11436  | Meer afbeeldingen |
| Boerderij op T-vormige plattegrond, waarvan het woonhuis een rieten schilddak draagt en vensters met zesruitsschuiframen bezit. Rechts een zomerhuis, 18e eeuw, onder wolfdak met riet en pannen gedekt | Boerderij                 | midden 19e eeuw (boerderij) 18e eeuw (zomerhuis) |             | Uiterdijk 11        | 51° 54' 36" NB, 5° 24' 16" OL | 11437  | Boerderij op T-vormige plattegrond, waarvan het woonhuis een rieten schilddak draagt en vensters met zesruitsschuiframen bezit. Rechts een zomerhuis, 18e eeuw, onder wolfdak met riet en pannen gedekt |
| Boerderij op T-vormige plattegrond. Stal met overstek | Boerderij                 | 1851 (jaarankers)                                |             | Uiterdijk 13        | 51° 54' 38" NB, 5° 24' 19" OL | 11438  | Boerderij op T-vormige plattegrond. Stal met overstek |
| Djoerang: hoofdgebouw | Kasteel, buitenplaats     | 1823                                             |             | Uiterdijk 62        | 51° 54' 49" NB, 5° 24' 52" OL | 512288 | Meer afbeeldingen |
| Djoerang: historische tuin- en parkaanleg | Tuin, park en plantsoen   | ca. 1840                                         |             | Uiterdijk bij 62    | 51° 54' 49" NB, 5° 24' 53" OL | 512290 | Meer afbeeldingen |
| Djoerang: koetshuis | Bijgebouwen kastelen enz. | 1850-1900                                        |             | Uiterdijk 64        | 51° 54' 49" NB, 5° 24' 52" OL | 512291 | Meer afbeeldingen |
| Boerderij Sturenburg: Boerderij met bakhuis en schuur | Boerderij                 | 1875-1900                                        |             | Achterstraat 36     | 51° 54' 52" NB, 5° 24' 0" OL  | 523105 | Meer afbeeldingen |
| Boerderij Steurenburg: schuurberg | Boerderij                 | 1850-1900                                        |             | Achterstraat bij 36 | 51° 54' 52" NB, 5° 24' 0" OL  | 523106 | Meer afbeeldingen |
| Boerderij Steurenburg: theehuisje | Tuin, park en plantsoen   | 1888                                             |             | Achterstraat bij 36 | 51° 54' 53" NB, 5° 24' 1" OL  | 523107 | Upload foto |
| Boerderij Steurenburg: houten schuur | Boerderij                 | ca. 1900                                         |             | Achterstraat bij 36 | 51° 54' 52" NB, 5° 24' 0" OL  | 523108 | Meer afbeeldingen |
| Villa met hekwerk gebouwd in een mengvorm van neorenaissance en chaletstijl | Woonhuis                  | 1899                                             |             | Uiterdijk 78        | 51° 54' 52" NB, 5° 25' 10" OL | 523122 | Villa met hekwerk gebouwd in een mengvorm van neorenaissance en chaletstijl |
| Voormalige tuinmanswoning | Bijgebouwen kastelen enz. |                                                  |             | Uiterdijk 66        | 51° 54' 51" NB, 5° 24' 57" OL | 527861 | Meer afbeeldingen |
| Soelen: hoofdgebouw | Kasteel, buitenplaats     | 16e eeuw                                         |             | Achterstraat 7      | 51° 54' 36" NB, 5° 24' 5" OL  | 513760 | Meer afbeeldingen |
| Soelen: historische tuin- en parkaanleg | Tuin, park en plantsoen   | 1700-1800                                        |             | Achterstraat bij 7  | 51° 54' 38" NB, 5° 23' 49" OL | 513770 | Meer afbeeldingen |
| Soelen: brug | Tuin, park en plantsoen   | 1800-1900                                        |             | Achterstraat bij 7  | 51° 54' 37" NB, 5° 24' 3" OL  | 513771 | Meer afbeeldingen |
| Soelen: voorburcht met keermuren en toegangsbrug | Kasteel, buitenplaats     | 1830                                             |             | Achterstraat 7      | 51° 54' 36" NB, 5° 24' 5" OL  | 513772 | Meer afbeeldingen |
| Soelen: koetshuis met toren | Bijgebouwen kastelen enz. | 1700-1800                                        |             | Achterstraat 9      | 51° 54' 38" NB, 5° 24' 2" OL  | 513773 | Meer afbeeldingen |
| Soelen: tuinvazen | Tuin, park en plantsoen   | 1700-1800                                        |             | Achterstraat bij 7  | 51° 54' 38" NB, 5° 24' 3" OL  | 513774 | Upload foto |
| Soelen: poortgebouw | Bijgebouwen kastelen enz. | middeleeuwen (oorsprong)                         | J.D. Zocher | Achterstraat bij 7  | 51° 54' 55" NB, 5° 23' 52" OL | 513775 | Meer afbeeldingen |
| Soelen: toegangshek | Tuin, park en plantsoen   | 19e eeuw                                         |             | Achterstraat bij 7  | 51° 54' 29" NB, 5° 24' 13" OL | 513776 | Meer afbeeldingen |
| Soelen: boerderij "Aldenhaag" | Bijgebouwen kastelen enz. | 1827 (voorhuis) 1743 (stal)                      |             | Achterstraat 11     | 51° 54' 56" NB, 5° 23' 53" OL | 513777 | Meer afbeeldingen |
| Soelen: grafmonument | Tuin, park en plantsoen   | 1843                                             |             | Achterstraat bij 11 | 51° 54' 29" NB, 5° 24' 13" OL | 513778 | Meer afbeeldingen |
| Soelen: dienstwoning | Bijgebouwen kastelen enz. | 19e eeuw                                         |             | Achterstraat 3      | 51° 54' 29" NB, 5° 24' 13" OL | 513779 | Meer afbeeldingen |
| Soelen: tuinmuur | Tuin, park en plantsoen   | eind 19e of begin 20e eeuw                       |             | Achterstraat bij 6  | 51° 54' 31" NB, 5° 24' 15" OL | 513780 | Meer afbeeldingen |
| Soelen: boerderij | Bijgebouwen kastelen enz. | vroeg 19e eeuw                                   |             | Achterstraat 4      | 51° 54' 31" NB, 5° 24' 15" OL | 513781 | Meer afbeeldingen |
| Terrein met daarin resten van een Laat-Middeleeuwse motteversterking. | Archeologisch monument    | Late Middeleeuwen                                |             |                     | 51° 54' 56" NB, 5° 23' 49" OL | 528812 | Terrein met daarin resten van een Laat-Middeleeuwse motteversterking. |
| Soelen: tuinmanswoning | Bijgebouwen kastelen enz. | 1893 (windvaan)                                  |             | Achterstraat 6      | 51° 54' 34" NB, 5° 24' 13" OL | 529499 | Meer afbeeldingen |